# Ektodermale Dysplasie

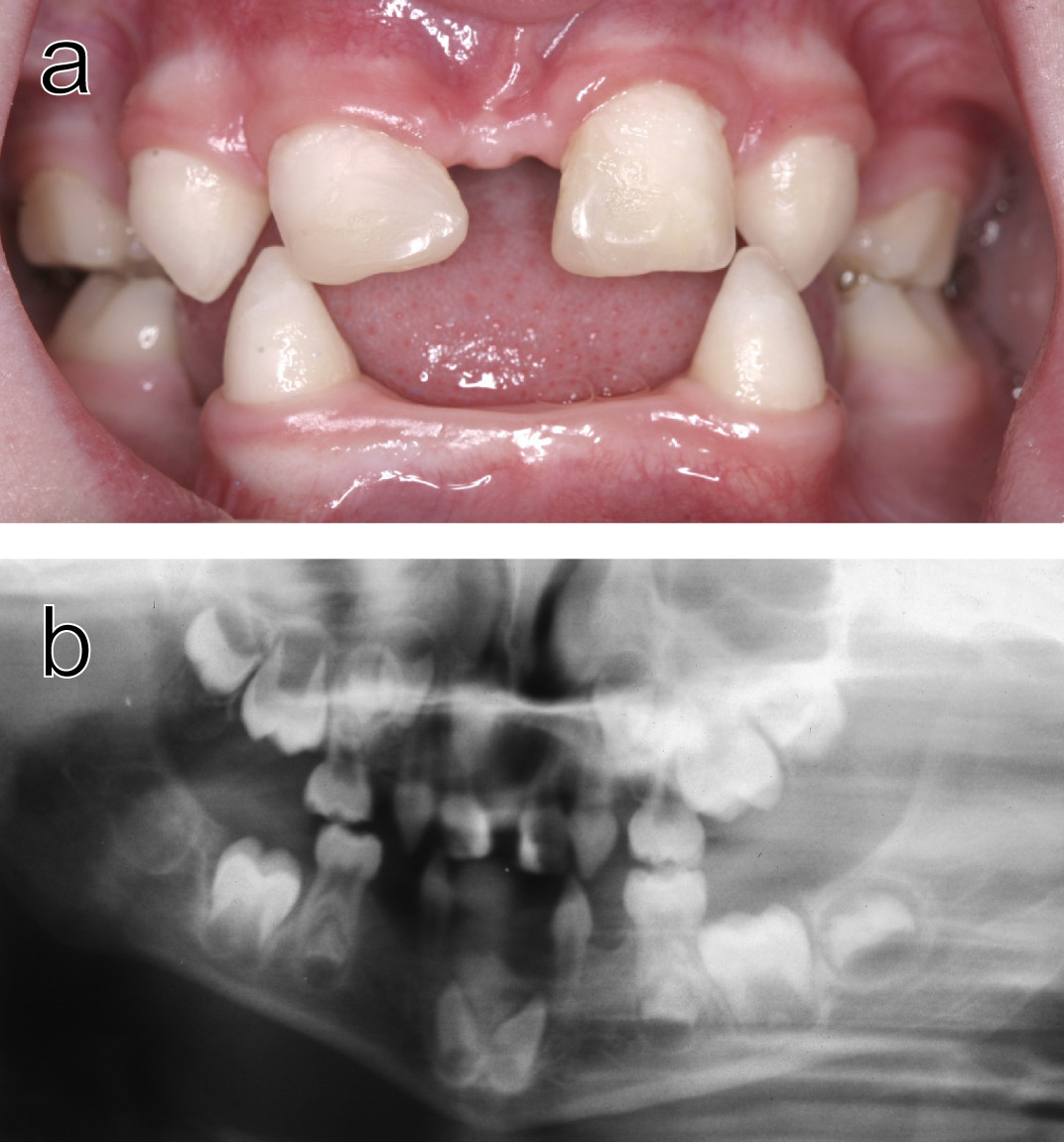
Zahnfehlbildungen bei einer hypohidrotischen ektodermalen Dysplasie (= Christ-Siemens-Touraine-Syndrom)

Die ektodermale Dysplasie (ED) ist eine heterogene Gruppe von erblichen Defekten, die Fehlbildungen (Dysplasien) an jenen Strukturen hervorrufen, die aus dem äußeren Keimblatt (Ektoderm) hervorgehen, also beispielsweise Haare, Nägel, Zähne und Haut einschließlich der Schweißdrüsen.
Es können zwei Gruppen der ektodermalen Dysplasie unterschieden werden. In der ersten Gruppe finden sich Patienten mit Störungen an mindestens zwei verschiedenen ektodermalen Strukturen. In der zweiten Gruppe wird nur eine der oben angeführten Störungen gefunden, aber in Zusammenhang mit einer anderen ektodermalen Störung etwa der Ohren, Lippen oder Fußsohle.
Die ektodermale Dysplasie ist erblich bedingt, alle Erbgänge kommen vor: autosomal-dominant und -rezessiv sowie X-chromosomal-dominant und -rezessiv. Die Häufigkeit der Erkrankung wird mit etwa 7 auf 10.000 Neugeburten angegeben. Mehr als 150 unterschiedliche Syndrome sind bislang identifiziert worden.

## Formen
Mittlerweile werden aufgrund der zugrunde liegenden genetischen Veränderungen zahlreiche Formen unterschieden.

### Anhidrotische Form
Die häufigste Form ist die anhidrotische ektodermale Dysplasie (Synonyme: Dysplasie, anhidrotische ektodermale; englisch Hypohidrotic ectodermal dysplasia).
Je nach Erbgang können unterschieden werden:
- x-chromosomale Form
  - Dysplasie, ektodermale hypohidrotische, X-chromosomale,[2] das Christ-Siemens-Touraine-Syndrom. Dieser Störung liegen meist Mutationen im Ectodysplasin-1-Gen (ED1) zugrunde.[3] Da das ED1-Gen auf dem X-Chromosom lokalisiert ist, sind Jungen stärker betroffen als Mädchen. Mit Hilfe molekulargenetischer Methoden kann die klinische Diagnose bestätigt werden. Gegebenenfalls werden weitere Familienangehörige auf den Gendefekt hin untersucht.[4]
- autosomal-dominante Form[5]
  - Ektodermale Dysplasie Typ 10a Hypohidrotisch-Haar-Nagel-Typ; ECTD10A, Veränderung auf dem Gen EDAR an der Lokalisation 2q12.3[6]
  - Ektodermale Dysplasie Typ 11a Hypohidrotisch-Haar-Zahn-Typ; ECTD11A, Veränderung auf dem Gen EDARADD an der Lokalisation 1q42-q43[7]
  - Xte-Syndrom
- autosomal-rezessive Form
  - Dysplasie, ektodermale hypohidrotische, autosomal-rezessive[8]

### Hidrotische Form
Synonyme Bezeichnung Tajaro-Pinheiro-Syndrom
- Dysplasie, ektodermale hidrotische (Synonyme: hidrotische ektodermale Dysplasie; Clouston-Syndrom)[10], nach H. R. Clouston benannt.[11]
- Dysplasie, ektodermale hidrotische, Typ Christianson-Fourie[12]
- Dysplasie, ektodermale hidrotische, Typ Halal (Synonym: Halal-Setton-Wang-Syndrom)[13]

### Syndrome mit Ektodermaler Dysplasie
- ANOTHER-Syndrom, Akronym für Alopezie, Nageldystrophie, Ophthalmologische Komplikationen, Thyroidea-Dysfunktion, Hypohidrosis, Epheliden (Sommersprossen), Enteropathie und Respirationstrakt-Infektionen
- AREDYLD-Syndrom, Akronym für Akral-renal-ektodermale-Dysplasie – Lipatrophischer-Diabetes
- Anhidrotische ektodermale Dysplasie - Immundefekt - Osteopetrose – Lymphödem (Synonym: OLEDAID-Syndrom, Akronym für osteopetrosis-lymphedema-ectodermal dysplasia anhidrotic with immunodeficiency)[14]
- Basan-Syndrom (Dysplasie, ektodermale - fehlende Dermatoglyphen),[15] veraltete Bezeichnung für Baird-Syndrom
- CHIME-Syndrom, Akronym für Colobom, Herzfehler, Ichthyosiforme Dermatitis, Mentale Retardierung und Epilepsie oder Ohrdefekt,
- Dysplasie, ektodermale - Blindheit[16]
- Dysplasie, ektodermale - Schallempfindungsschwerhörigkeit[17]
- Dysplasie, ektodermale - geistige Retardierung - Fehlbildungen des Zentralnervensystems[18]
- Dysplasie, ektodermale - natale Zähne, Typ Turnpenny[19]
- Dysplasie, ektodermale faziale[20]
  - Fokale faziale dermale Dysplasie (FFDD)[21] Typ 3 Setleis-Syndrom
- Dysplasie, ektodermale odonto-mikronychiale[22]
- Dysplasie, ektodermale, Typ Berlin (Synonym: Leukomelanodermie - geistige Retardierung - Hypotrichose)[23]
- Dysplasie, ektodermale, reiner Haar-Nagel-Typ (Synonym: HNED, Akronym für Haar-Nagel-Ektodermale Dysplasie)[24]
- Dysplasie, ektodermale, tricho-odonto-onychaler Typ[25]
- Dysplasie, kranioektodermale (Synonyme: CED; Sensenbrenner-Syndrom)[26]
- Dysplasie, odonto-onycho-hypohidrotische - Kopfhautdefekte (Synonyme: Dysplasie, ektodermale – Nebennierenzysten; Tuffli-Laxova-Syndrom)[27]
- Dysplasie, pilo-dentale - Refraktionsanomalien (Synonym: Dysplasie, ektodermale euhidrotische)[28]
- EEC-Syndrom, Akronym für Ectrodactyly - ectodermal dysplasia - cleft lip/palate
- EEM-Syndrom, Akronym für Dysplasie, ektodermale - Ektrodaktylie – Makuladystrophie
- Epidermolysis bullosa simplex durch Plakophilin-Mangel (Synonyme:McGrath-Syndrom; Ektodermale Dysplasie-Hautfragilität-Syndrom)[29]
- Hypohidrotische ektodermale Dysplasie mit Immundefekt (Synonyme: Anhidrotische ektodermale Dysplasie mit Immundefekt;EDA-ID; HED-ID)[30]
  - Ectodermal dysplasia, hypohidrotic, with immune deficiency, IKBKG-Gen, Xq28[31]
  - Ectodermal dysplasia, anhidrotic, with T-cell immunodeficiency, autosomal-dominant; NFKBIA-Gen, 14q13.2[32]
- Hypotrichose mit juveniler Makuladystrophie
- Kontrakturen - ektodermale Dysplasie - Lippen-Kiefer-Gaumenspalte (Synonym: Ladda-Zonana-Ramer-Syndrom)[33]
- Lelis-Syndrom
- Limb-Mammary-Syndrom
- Lippen-Kiefer-Gaumenspalte - ektodermale Dysplasie[34]
  - Zlotogora-Ogur-Syndrom (Synonyme: CLPED1; Lippen-Kiefer-Gaumen-Spalte – Syndaktylie - Pili torti; Lippen-Kiefer-Gaumen-Spalte-ektodermale Dysplasie-Syndrom; Syndaktylie - ektodermale Dysplasie – Lippen-Kiefer-Gaumen-Spalte; Zlotogora-Zilberman-Tenenbaum-Syndrom)[35]
  - Dysplasie, ektodermale, Typ Margarita Island[36], veraltet für Zlotogora-Ogur-Syndrom[37]
  - Rosselli-Gulienetti-Syndrom
- Oligodontie-Krebs-Prädispositionssyndrom (Ektodermales Dysplasie-Krebs-Prädispositionssyndrom, autosomal-dominantes)[38]
- Rapp-Hodgkin-Syndrom (Synonym: Dysplasie, anhidrotische ektodermale, mit Lippenspalte)[39] veraltet für Ankyloblepharon - ektodermale Defekte – Lippen-Kiefer-Gaumenspalte (Synonyme: AEC-Syndrom; Hay-Wells-Syndrom)[40]
- Schöpf-Schulz-Passarge-Syndrom (Synonyme: Ekkrine Tumoren - ektodermale Dysplasie; Palmoplantarkeratose - zystischen Augenlider - Hypodontie – Hypotrichose; SSPS)
- Schütteres Haar - Kleinwuchs - Hautveränderungen (Dysplasie, ektodermale)[41]
- Stoll-Alembik-Finck-Syndrom (Synonym: Arthrogrypose mit ektodermaler Dysplasie und anderen Anomalien)[42]
- Tricho-oculo-dermo-vertebrales Syndrom (Synonyme: Dysplasie, ektodermale, mit Katarakt und Kyphoskoliose; Alves-dos-Santos-Castello-Syndrom)[43]
- Zahn-Haar-Nagel-Finger-Palma-Syndrom (Synonyme: Dysplasie, ektodermale, Typ Mendoza-Valiente; Odonto-tricho-ungual-digito-palmares (OTUDP-Syndrom))[44]
- Zerebelläre Ataxie - ektodermale Dysplasie[45]

## Therapie
Ektodermale Dysplasie galt als nicht heilbar und konnte bisher nur symptomatisch therapiert werden. Forscher suchten dennoch nach Heilmethoden. Im April 2018 wurde im New England Journal of Medicine über einen medizinischen Heilversuch berichtet, der zu dem weltweit ersten Heilungserfolg im Rahmen einer experimentellen vorgeburtlichen Therapie der anhidrotischen Form führte. Dabei wurde in der Mitte der Schwangerschaft das Protein Ektodysplasin A1, welches betroffenen Feten fehlt, in das Fruchtwasser injiziert. Das Protein wurde anschließend von den ungeborenen Kindern zusammen mit dem Fruchtwasser geschluckt.
Um aus dem Darm der Feten in deren Blutkreislauf aufgenommen werden zu können und so an den Wirkort zu gelangen, wurde das Protein mit einer Fc-Komponente menschlicher Antikörper als Transporthilfe verbunden. Für diese Fc-Komponente existiert natürlicherweise ein spezieller Aufnahmemechanismus, um der Immunabwehr dienende Antikörper aus der Muttermilch ins Blut des Säuglings einzuschleusen. Durch die Verbindung mit der Fc-Komponente konnte so das fehlende Ektodysplasin A1 über diesen natürlichen Aufnahmemechanismus in den Blutkreislauf der Feten eingebracht werden.
Alle drei Kinder haben im Zuge des Therapieversuchs ausreichend Schweißdrüsen und mehr Zahnanlagen als sonst bei dieser Krankheit üblich gebildet. Die zum Zeitpunkt der Veröffentlichung zweijährigen Zwillinge bildeten sogar ebenso viele Schweißdrüsen aus wie gesunde Kinder. Damit gelang, wie das Wissenschaftsmagazin New Scientist später feststellte, die „erste vorgeburtliche Therapie einer genetisch bedingten Krankheit“ mit einem auf die molekulare Ursache fokussierten Ansatz. Angesichts der erfolgreichen Heilversuche wurden weiterführende Studien geplant und inzwischen begonnen.